# Listín Diario
Listín Diario es uno de los primeros y el más importante periódico de República Dominicana, y el único que sobrevive hasta la fecha de los fundados en el siglo XIX.

## Historia
Listín Diario fue fundado el 1 de agosto de 1889 por Arturo Joaquín Pellerano Alfau y Julián Atiles. En sus inicios mantuvo la neutralidad, en medio de otras publicaciones periodísticas que tendían hacia alguno de los partidos políticos dominicanos existentes a la fecha. Según cuentan los registros históricos, el Listín Diario apoyó la independencia cubana. También resistió de forma serena la ocupación norteamericana a la República Dominicana (1916-1924).
El periódico se mantuvo cerrado por cerca de 21 años, salvo publicaciones anuales hechas con el propósito de no perder los derechos sobre el nombre del mismo. Había luchado contra el gobierno de Rafael Leónidas Trujillo (1930-1961), a través de la expresión de ideas contrarias al régimen, causándole esto ser ahogado económicamente por el dictador. Para 1963, el regreso del Listín Diario representó el primer diario impreso mediante el sistema ófset en toda la América Latina.
De ahí en adelante, el periódico se ha sometido a una serie de reformas con el propósito de mejorar su imagen, de rediseñarlo, y de brindar al lector dominicano información nacional e internacional, incluyendo los elementos de la farándula y el deporte.
El periódico es dirigido por Miguel Franjul, un destacado periodista nacido en Baní, al sur de la capital dominicana. Franjul ingresó al diario como pasante en 1968. Ha sido director en tres ocasiones: Del año 2000 al 2003 y de 2005 hasta principios de 2008. A finales de ese año retornó a la dirección del periódico, donde se ha mantenido hasta la actualidad.
El subdirector del periódico es Fabio Cabral, quien ha acompañado a Franjul en distintos roles desde el año 2000.
Desde el año 2017, Juan Eduardo Thomas y Tomás Aquino Méndez Jefes de redacción, Juan Salazar Jefe de Editores y cierre Doris Pantaleón, Editor de Diseño Félix Lugo . Coralis Orbe es la coordinadora digital del periódico.
La versión en línea del periódico vio la luz por primera vez el 4 de diciembre de 1996 bajo el dominio Listin.com.do. Desde entonces se ha mantenido como el líder de la prensa dominicana en internet.

## Lista de antiguos presidentes
- Arturo J. Pellerano Alfau (1889–1921)
- Arturo Pellerano Sardá (1922–1942)
- Carlos A. Ricart Vidal (1963–1986)
- Rogelio Pellerano Romano (1986–1992)
- Moisés Pellerano López-Penha (1993–1994)
- Eduardo José Pellerano Nadal (1994–2000)
- Ramón Báez Figueroa (2000–2004)
- Ramón Báez Romano (2004–2010)
- Juan Bautista Vicini Lluberes (2010–2015)
- Manuel Corripio (2015-presente)

## Lista de antiguos directores
- Arturo J. Pellerano Alfau
- Arturo Pellerano Sardá
- Rafael Herrera
- Francisco Camarazamy
- Rafael Molina Morillo
- Mozart Delancer
- Antonio Gil
- Pedro Caro

## Crítica
A principios del s. xxi, Encyclopædia Britannica calificó a El Listín Diario, junto con El Caribe, como los dos «más influyentes diarios de la isla,» refiriéndose a La Española.